# 阿尔本格勒镇
阿尔本格勒镇，是中华人民共和国内蒙古自治区兴安盟扎赉特旗下辖的一个乡镇级行政单位。

## 行政区划
阿尔本格勒镇下辖以下地区：
阿尔本格勒嘎查委会、农场嘎查委会、哈尔础鲁嘎查委会、双榆树嘎查委会、希勒图嘎查委会、珠勒根嘎查委会、海力斯台嘎查委会、巴彦套海嘎查委会、呼格吉勒图嘎查委会、乌兰那布其台嘎查委会、白辛嘎查委会和神山林场。